# Gaetano Andreozzi
Gaetano Andreozzi (Aversa, Campània, 22 de maig de 1755 - París, 21 de desembre de 1826) fou un compositor italià.
Perfeccionà els estudis amb el mestre Jomelli, a més d'assistir a les classes del Conservatori de la Pietat. Després d'haver escrit diverses cantates, marxà a Roma, on estrenà la seva òpera La mort d'en Cèsar (1779). Des d'aquesta època escriví una sèrie d'obres, que estrenà en distintes poblacions d'Itàlia: el Bayaceto, L'Olimpiada, Teodolina i Angelica i Medoro; el 1784 marxà contractat a Sant Petersburg amb unes condicions avantatjoses, però a poc a poc hagué de regressar a Itàlia per fer-se-li insuportable el clima d'aquell país. Entre les seves obres hem de citar a més: Virgínia, Sofronia i Olindo, Sestrosis, un oratori, La princesa filosofa, Agesilao, Caton d'Utica, La verge del Sol, Gustau de Suècia, Dido, Medea i Joana d'Arc. També es dedicà a donar llisons de música, i entre els seus deixebles s'hi contava en Francesco Sinico, la duquessa de Berry, a la qual demanà protecció quan, ancià i sense recursos, l'amenaçava la misèria i llavors marxà a París, i va viure protegit per la seva antiga deixebla